# Laurence Bond
Laurence Bond (Laurence Temple Bond; * 31. Dezember 1905 in Marylebone; † 1. Dezember 1943 in Southend-on-Sea) war ein britischer Stabhochspringer.
Bei den Olympischen Spielen 1928 in Amsterdam wurde er Zehnter.
Am 2. August 1930 stellte er in London mit 3,85 einen nationalen Rekord auf, der sechs Jahre lang Bestand hatte. Im selben Jahr wurde er für England startend Fünfter bei den British Empire Games in Hamilton.
Er starb an Komplikationen einer Appendektomie.